# Lachnocladium zonatum
Lachnocladium zonatum är en svampart som beskrevs av Corner 1950. Lachnocladium zonatum ingår i släktet Lachnocladium och familjen Lachnocladiaceae.   Inga underarter finns listade i Catalogue of Life.